# Vierkantige Schuppenheide
Die Vierkantige Schuppenheide (Cassiope tetragona), auch Zypressen-Schuppenheide, Vierkantige Moorheide, Vierkantige Cassiope, Maiglöckchenheide oder Vierkantheide genannt, ist eine Pflanzenart aus der Gattung der Schuppenheiden (Cassiope) innerhalb der Familie der Heidekrautgewächse (Ericaceae). Sie ist eine typische Art der Hocharktis.

## Beschreibung

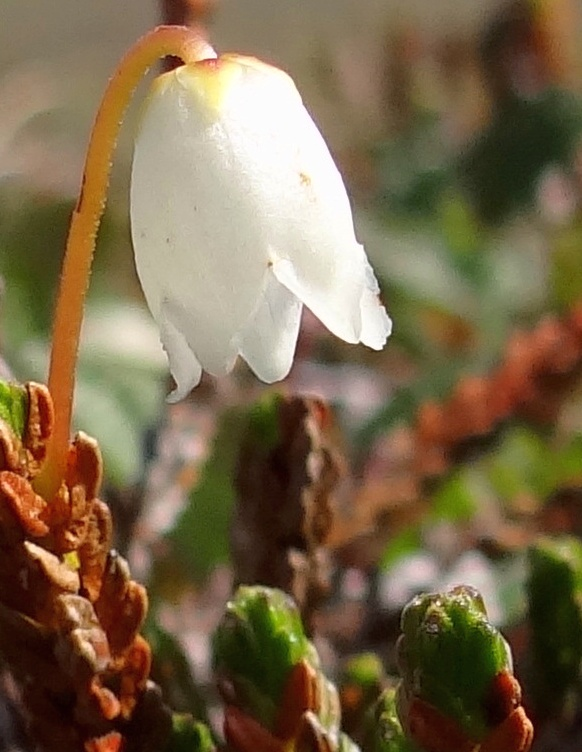
Blüte

### Vegetative Merkmale
Die Vierkantige Schuppenheide wächst als immergrüner Zwergstrauch und erreicht Wuchshöhen von 10 bis 30 Zentimetern. Die langen Äste sind stark verzweigt. An den niederliegenden Ästen entspringen die faserförmigen Wurzeln. Seine kleinen, immergrünen, lederartigen, zugespitzten Blätter sitzen in vier deutlichen Reihen dicht zusammen, wodurch der Zweige vierkantig wirkt. Die ganzrandigen Blätter sind nach außen eingerollt. Alle Pflanzenteile riechen stark.

### Generative Merkmale
Die Blüten stehen einzeln in den Blattachseln an langen, rötlichen Blütenstielen; manchmal entspringt ein zweiblütiger Blütenstand auch am Ende des Zweiges. Die zwittrigen, fünfzähligen Blüten weisen eine Länge und einen Durchmesser von 5 bis 15 Millimeter auf. Die fünf freien, anfangs grünen, dann roten und später rötlich-braunen Kelchblätter weisen eine Länge von 2 bis 3 Millimeter und eine Breite von 1,2 bis 2 Millimeter auf; sie umgeben auch noch die Frucht. Die fünf weißen bis gelblichen Kronblätter sind zu einem fünflappigen Glöckchen verwachsenen. Am Grund der Blüte finden sich Honigdrüsen. Es sind zehn Staubblätter vorhanden. Die anfangs rötlichen, später gelben Staubbeutel sind 0,6 bis 0,8 Millimeter lang und besitzen zwei Hörner. Die fünf Fruchtblätter sind zu einem oberständigen Fruchtknoten verwachsen mit vielen Samenanlagen.
Der Fruchtstiel ist 10 bis 40 Millimeter lang. Die bei Reife braune bis rötliche Kapselfrucht ist bei einem Durchmesser von 2,5 bis 4 Millimetern fast kugelig. Sie öffnet sich mit fünf Zähnen und entlässt bei Reife eine Vielzahl von Samen. Die gelblichen oder braunen Samen sind 0,35 bis 0,45 Millimeter lang.

### Chromosomenzahl
Die Chromosomenzahl beträgt 2n = 26.

## Vorkommen
Diese arktisch-alpine Art ist zirkumpolar auf der Nordhalbkugel verbreitet. Sie bildet ausgedehnte Heiden vorwiegend auf trockenem, aber auch auf feuchtem Untergrund. Im Winter benötigen die Pflanzen eine gute Schneedecke als Schutz vor den kalten Temperaturen, diese verschwindet aber im Frühjahr noch vor der Schneedecke der Schneetälchen. Während der Vegetationsperiode trocknet der Standort, welcher sowohl auf Ebenen als auch an Böschungen zu finden ist, nie vollständig aus. Während die Vierkantige Schuppenheide in Skandinavien vorrangig kalkhaltige Böden besiedelt, zeigt sie sich in der Arktis nicht kalkgebunden.

## Ökologie
Cassiope tetraphylla wird auch von den Nacktbasidien Exobasidium hypogenum und Exobasidium cassiopes befallen.

## Systematik
Die Erstveröffentlichung erfolgte 1753 unter dem Namen (Basionym) Andromeda tetragona durch Carl von Linné in Species Plantarum, S. 393. Die Neukombination zu Cassiope tetragona (L.) D.Don wurde 1834 von David Don in Edinbourg New Philos. Journal, Volume 17, S. 158 veröffentlicht.
Es gibt zwei teilweise sympatrische Unterarten:
- Cassiope tetragona (L.) D.Don subsp. tetragona: Sie kommt in den arktischen Gebieten vor.
- Cassiope tetragona subsp. saximontana (Small) A.E.Porsild: Sie kommt weiter südlich in den nördlichen nordamerikanischen Kordilleren vor. Sie hat nur sehr kurze Blüten-/Fruchtstiele und die Blattform unterscheidet sich etwas von der Nominatform.

## Nutzung
Da anderes Holz in weiten Teilen des Verbreitungsgebietes fehlt, wurde Cassiope tetragona subsp. tetragona von den Eskimos als Feuerholz verwendet.